# Estação Daumesnil
Daumesnil é uma estação das linhas 6 e 8 do Metrô de Paris, localizada no 12.º arrondissement de Paris.

## Localização
A estação se situa sob a place Félix-Éboué, as plataformas da linha 6 estão situadas a leste, sob o boulevard de Reuilly (entre as estações Dugommier e Bel-Air), e as da linha 8 a noroeste, na saída da rue de Reuilly (entre Montgallet e Michel Bizot).

## História
A estação foi aberta em 1909. O nome da estação vem de sua implantação sob a antiga place Daumesnil, assim chamada até 8 de junho de 1946. O nome desta praça é uma homenagem ao general Pierre Daumesnil (1776-1832), que perdeu uma perna em Wagram. Em 1814 ele se recusou a dar aos russos o Castelo de Vincennes, do qual ele era o governador, dizendo: "Eu retornarei a Vincennes quando me voltar minha perna". Em 1830, mais uma vez, ele se recusou a entregar, desta vez à multidão, os ministros de Carlos X detidos em Vincennes.
O subtítulo da estação é a consequência da renomeação da praça, tornada place Félix-Éboué, atribuído para fazer homenagem a Félix Éboué (1884-1944), governador de Guadalupe em 1936, e depois do Chade em 1938. Ele se juntou às Forças Francesas Livres (FFL) em 1940 e foi nomeado Governador Geral da África Equatorial Francesa (AEF).
Em 2011, 5 435 445 passageiros entraram nesta estação. Ela viu entrar 5 195 589 passageiros em 2013, o que a coloca na 78ª posição das estações de metrô por sua frequência.

## Serviços aos passageiros

### Acessos
A estação possui quatro acessos, dos quais dois são implantados em frente aos números 100 e 105 da rue Claude-Decaen, um outro à direita do nº 118 da rue de Reuilly e um final face ao nº 199 da avenue Daumesnil.

### Plataformas
As plataformas das duas linhas são de configuração padrão: duas plataformas laterais por ponto de parada, elas são separadas pelas vias do metrô situadas ao centro e a abóbada é elíptica.
Elas estão dispostas no estilo "Andreu-Motte": aquelas na linha 6 possuem uma rampa luminosa vermelha, banquetas e saídas dos corredores em telhas planas da mesma tinta e de assentos "Motte" vermelhos, enquanto que as da linha 8 possuem os mesmos componentes em azul, as telhas planas de cor recobrindo os tímpanos em suplemento. Esta decoração é casada com telhas brancas biseladas para as duas linhas; por outro lado, isso é aplicado aos pés-direitos e aos tímpanos na linha 6, a abóbada sendo revestida e pintada de branco, enquanto que ela recobre os pés-direitos e a abóbada na linha 8. Além disso, o nome da estação, registrados placas de esmalte, é em fonte Parisine para a linha 6 e em letras maiúsculas para a linha 8. Os quadros publicitários são respectivamente metálicos e em cerâmica de cor de mel.
As plataformas da linha 8 estão entre as raras que ainda apresentam o estilo "Andreu-Motte" em sua totalidade. Este é também o caso para aquelas da linha 6, excluindo o tímpano (cujo tratamento com telhas lisas coloridas não era sistemático), tratados com feição clássica em telhas brancas biseladas, e a fonte Parisine das placas nominativas.

### Intermodalidade
A estação é servida pelas linhas 29, 46, 64 e 71 da rede de ônibus RATP.

Galeria de fotografias
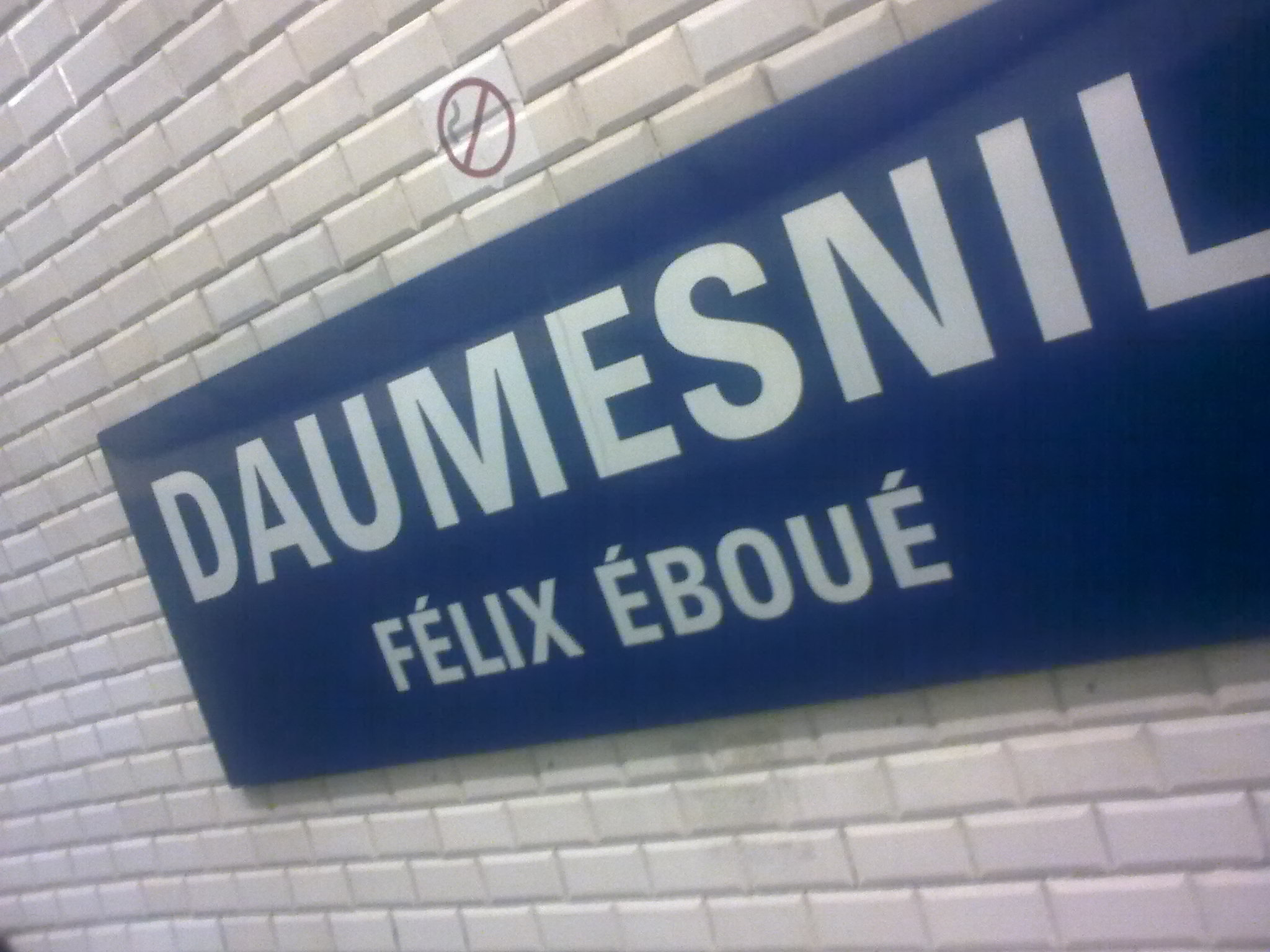
Detalhe da placa indicando o nome da estação presente nas plataformas da linha 8.
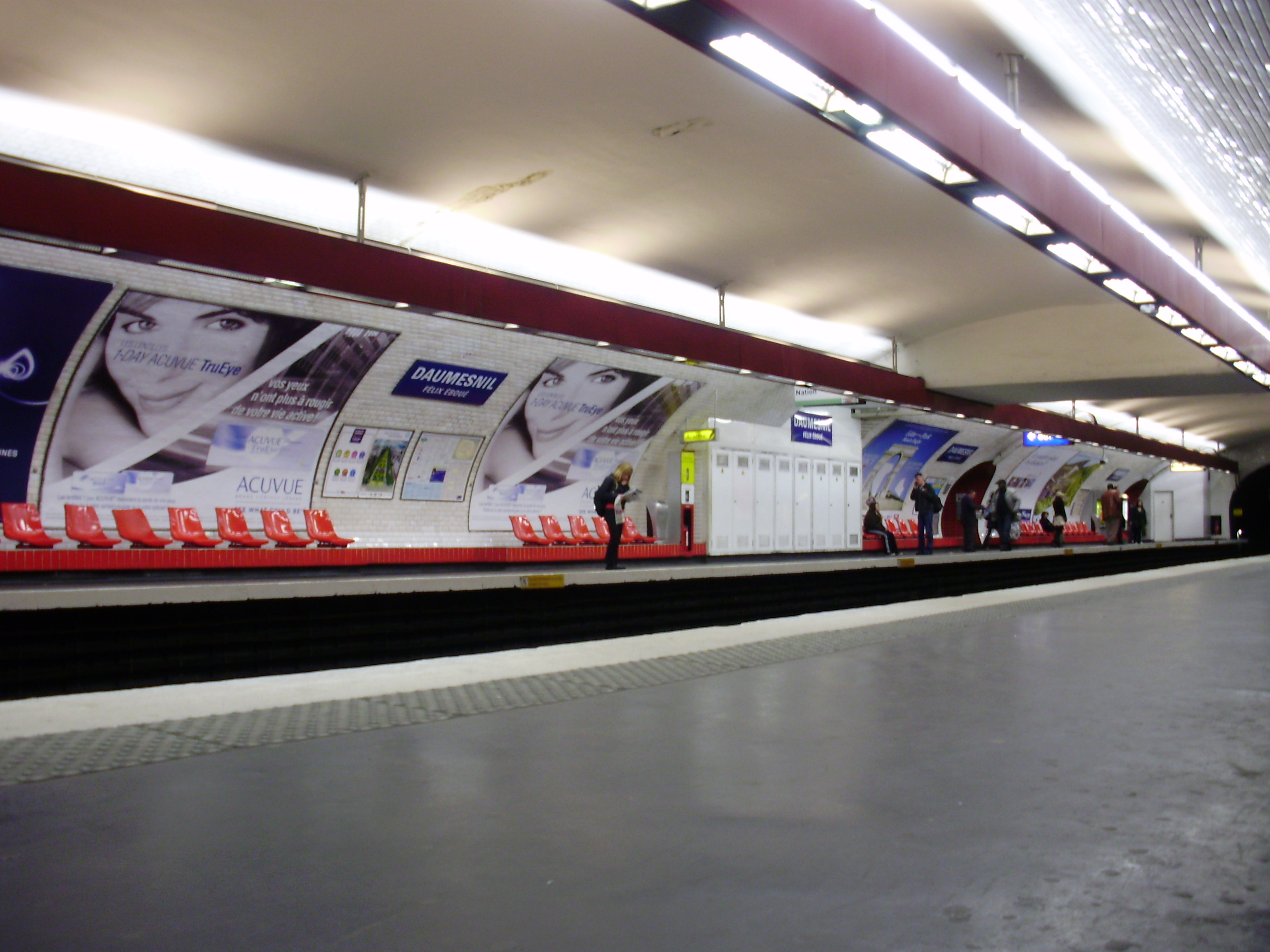
Vista geral da plataforma em direção a Nation da linha 6.
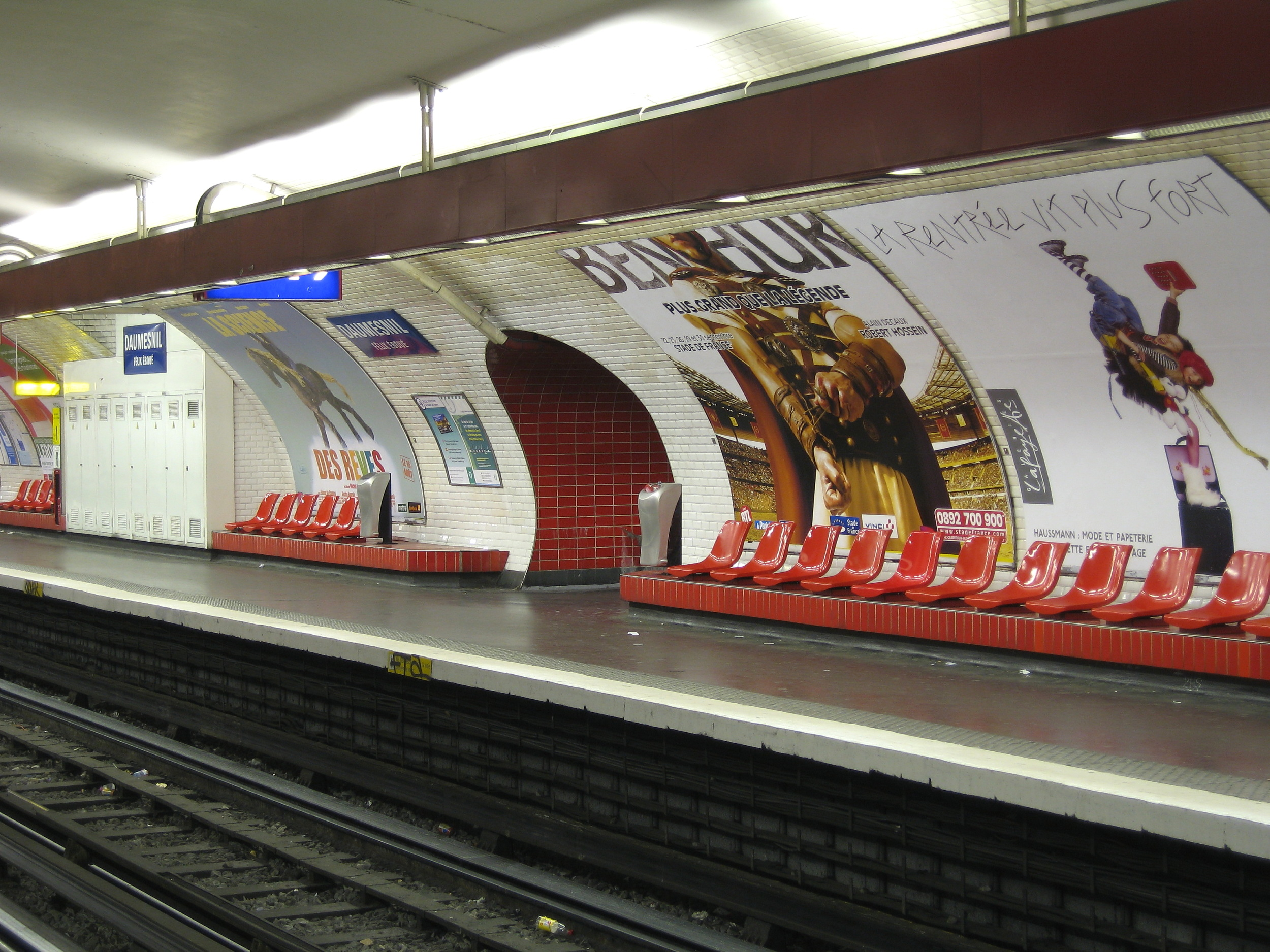
Detalhe da plataforma direção Étoile (linha 6): o estilo "Andreu-Motte" é visível com banqueta, assento, faixa de iluminação e soleira do corredor de saída em vermelho.
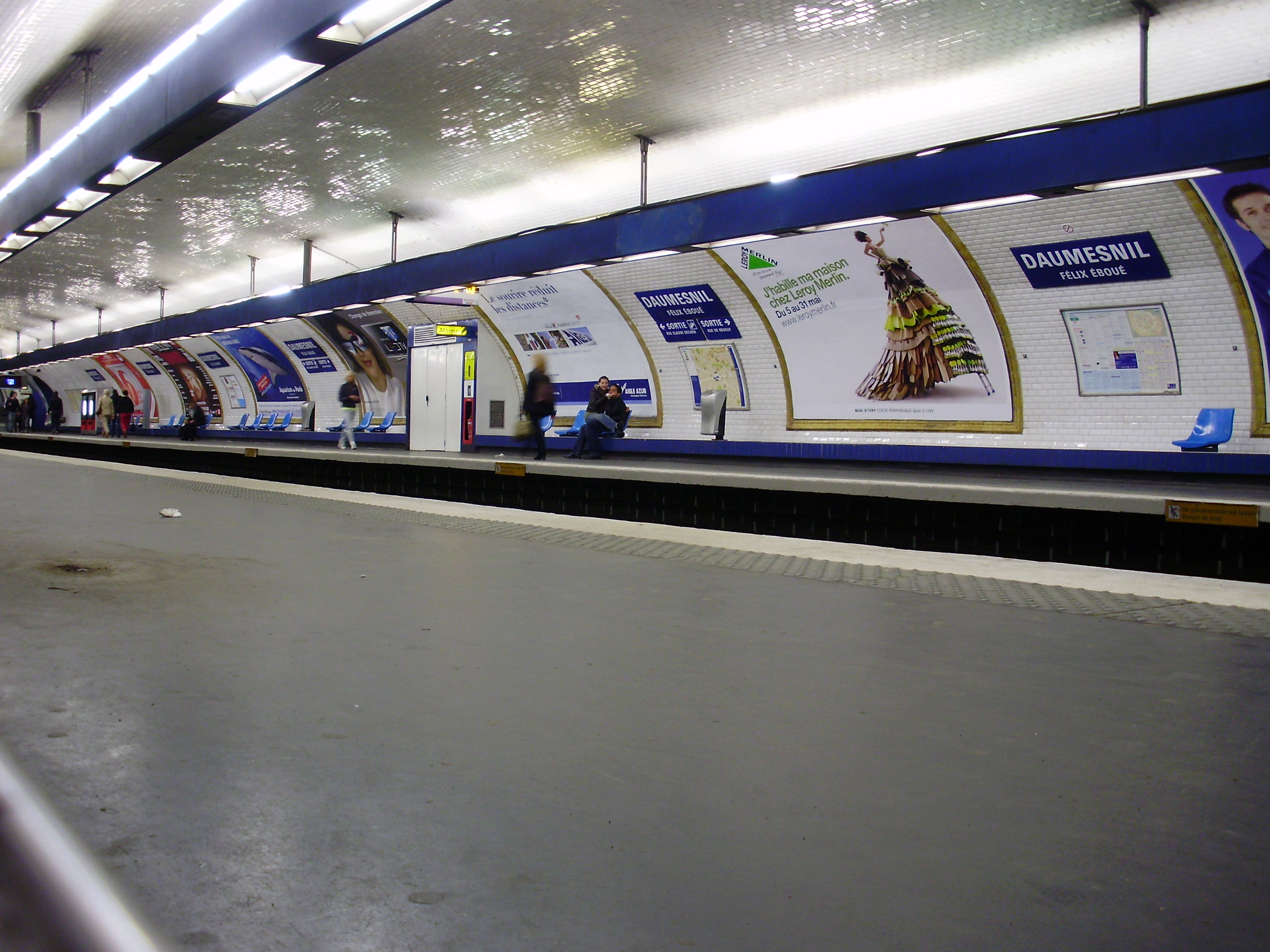
Vista geral da plataforma em direção a Créteil da linha 8. Aqui, novamente, o estilo "Andreu-Motte" é visível com banqueta, assento e faixa de iluminação em azul.
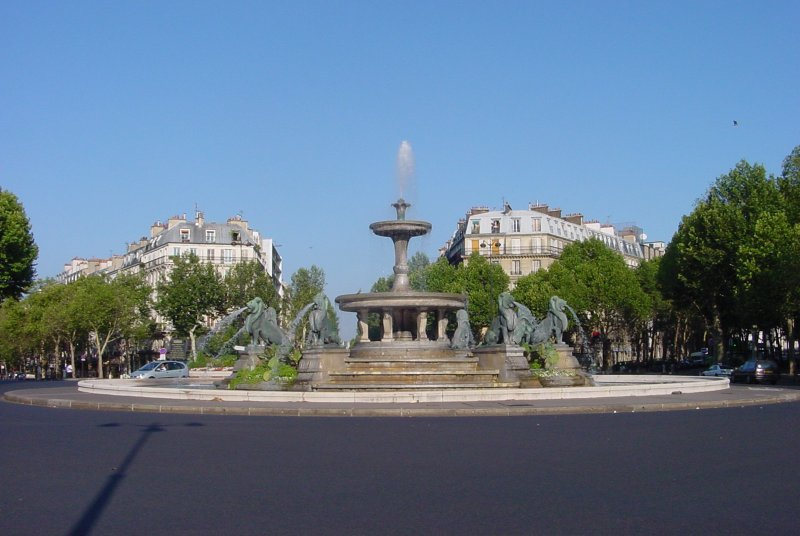
A place Félix-Éboué.

## Pontos turísticos
- Promenade plantée